# .zr
‎.zr‏ دامنه اختصاص داده شده به زئیر بود، کشور زئیر نام خود را در به جمهوری دمکراتیک کنگو تغییر داد و این دامنه در سال ۱۹۹۹ ملغی شد، دامنه کنگو .cd است.